# Ортуккьо
Ортуккьо (итал. Ortucchio) — коммуна в Италии, расположена в регионе Абруццо, подчиняется административному центру Л’Акуила.
Население составляет 1971 человек (на 2005 г.), плотность населения составляет 55,33 чел./км². Занимает площадь 35,62 км². Почтовый индекс — 67050. Телефонный код — 0863.
Праздник ежегодно празднуется 28 сентября.